# Parkeston (Essex)
Parkeston è un paese della contea dell'Essex, in Inghilterra. È sede dell'Harwich International Port, uno dei principali porti marittimi dell'Inghilterra orientale.

## Geografia
Parkeston è situata sulla sponda meridionale dell'estuario dello Stour, ad 1,6 km ad ovest di Harwich.